# Sensuellement suédoise
Pour plus de détails, voir Fiche technique et Distribution.
Sensuellement suédoise (Kungsleden) est un film suédois réalisé par Gunnar Höglund, sorti en 1964.

## Synopsis
Sur la Voie royale (Kungsleden), sentier de trekking au nord de la Suède, un homme marche. Dix ans auparavant, il faisait la même randonnée avec Leni, la fille qu'il aimait. Elle pourrait être à nouveau sur la piste. La rattrapera-t-il ?

## Fiche technique
- Titre : Sensuellement suédoise
- Titre original : Kungsleden
- Réalisation : Gunnar Höglund
- Scénario :  Gunnar Höglund et Bosse Gustafson, d'après son roman Kungsleden: en romantisk thriller, paru en 1963
- Directeur de la photographie : Bertil Wiktorsson
- Musique : Karl-Eril Welin
- Montage : Jan Persson
- Ingénieur du son : Kurt Holmberg
- Directeurs de production : Georg Eriksson, Lars V. Werner
- Société de production : Svenska AG Nordisk Tonefilm
- Sociétés de distribution :
  -  Suède : Warner-Tonefilm
  -  France : Les Films Jacques Leitienne
- Pays d'origine : Suède
- Format : Noir et blanc - 35 mm - 1,66:1 - Mono
- Genre : drame
- Durée :106 minutes
- Dates de sortie :
  -  Suède : 19 décembre 1964
  -  France : 20 décembre 1967

## Distribution
- Mathias Henrikon : Toi
- Maude Adelson : Leni Wodak
- Lars Lind : l'autre homme
- Guy de la Berg : le touriste allemand
- Josef Blind : Andreas

## Distinction
- Berlinale 1965 : sélection en compétition officielle